# Điện ảnh tương tác
Điện ảnh tương tác là thể loại trò chơi video được trình bày trực quan dưới dạng điện ảnh. Trong ngành công nghiệp trò chơi điện tử, thuật ngữ đề cập đến Điện ảnh tương tác là một trò chơi điện tử trình bày lối chơi của nó theo phong cách điện ảnh, có kịch bản rõ ràng, thường thông qua việc sử dụng  video chuyển động đầy đủ của hoạt họa hoặc đoạn phim thực.
Trong ngành công nghiệp điện ảnh, thuật ngữ "điện ảnh tương tác" dùng để đề cập đến một bộ phim ảnh tương tác có một hoặc nhiều người xem có thể tương tác với bộ phim và ảnh hưởng đến các sự kiện diễn ra trong phim ảnh.

## Thiết kế
Thể loại này ra đời với sự phát minh của đĩa la-de và trình phát đĩa la-de, những thiết bị phát video phi tuyến tính hoặc truy cập ngẫu nhiên đầu tiên. Thực tế là trình phát đĩa la-de có thể chuyển đến và phát bất kỳ chương nào ngay lập tức (thay vì tiếp tục đi một đường thẳng từ đầu đến cuối như băng video) có nghĩa là các trò chơi sẽ có cốt truyện phân nhánhmm có thể được xây dựng từ các chương video mà không theo thứ tự nào cả, theo cách giống như cuốn sách Choose Your Own Adventure, nó được xây dựng từ các trang không theo thứ tự.
Do đó, phim tương tác được hoạt họa hoặc quay với các diễn viên thực như phim ảnh (hoặc trong một số trường hợp sau đó, được hiển thị bằng mô hình 3D) và theo một cốt truyện chính. Các cảnh quay thay thế sẽ kích hoạt sau khi người chơi có các hành động sai (chẳng hạn như cảnh "Game Over").
Một ví dụ phổ biến về phim tương tác là trò chơi arcadeDragon's Lair, có một video chuyển động đầy đủ (FMV) hoạt hình của cựu chuyên gia hoạt ảnh của Disney là Don Bluth, trong đó người chơi điều khiển một số bước di chuyển của nhân vật chính. Khi gặp nguy hiểm, người chơi phải quyết định chọn nước đi, hành động hoặc kết hợp. Nếu họ chọn sai nước đi, họ sẽ thấy một cảnh 'mất mạng', cho đến khi họ tìm ra đáp án đúng, sẽ cho phép họ xem phần còn lại của câu chuyện. Chỉ có một cốt truyện thành công có thể xảy ra trong Dragon's Lair; hoạt động duy nhất mà người chơi làm là chọn hoặc đoán động thái mà các nhà thiết kế định cho họ thực hiện. Mặc dù thiếu nhiều lựa chọn, Dragon's Lair vẫn rất nổi tiếng.
Phần cứng cho các trò chơi này bao gồm một trình phát đĩa la-de liên kết với bộ xử lý, được cấu hình bằng phần mềm giao diện đã gán chức năng chuyển sang chương cho mỗi nút điều khiển tại mỗi điểm quyết định. Như trong sách Choose Your Own Adventure nói "Nếu bạn rẽ trái, hãy chuyển đến trang 7. Nếu bạn rẽ phải, hãy chuyển đến trang 8", bộ điều khiển cho Dragon's Lair hoặcCliff Hanger được lập trình để chuyển sang chương tiếp theo nếu người chơi kích hoạt điều khiển chính xác hoặc chuyển đến chương tử vong nếu họ kích hoạt sai điều khiển. Bởi vì những người chơi đĩa la-de ngày đó không đủ mạnh để xử lý sự hao mòn của việc sử dụng arcade liên tục, đòi hỏi phải thay thế thường xuyên. Đĩa la-de chứa cảnh quay là loại đĩa thông thường không có gì đặc biệt để lưu thứ tự các chương của chúng và nếu bị xóa khỏi máy arcade, nó sẽ phát video trên các đầu phát đĩa laser tiêu chuẩn, nhưng không có tính tương tác.
Những tiến bộ sau này trong công nghệ cho phép phim tương tác phủ nhiều trường FMV, được gọi là "vites", giống như cách mô hình đa giác và sprites được phủ lên trên cảnh nền trong đồ họa trò chơi điện tử truyền thống.